# Cosecante

Grafico della funzione cosecante

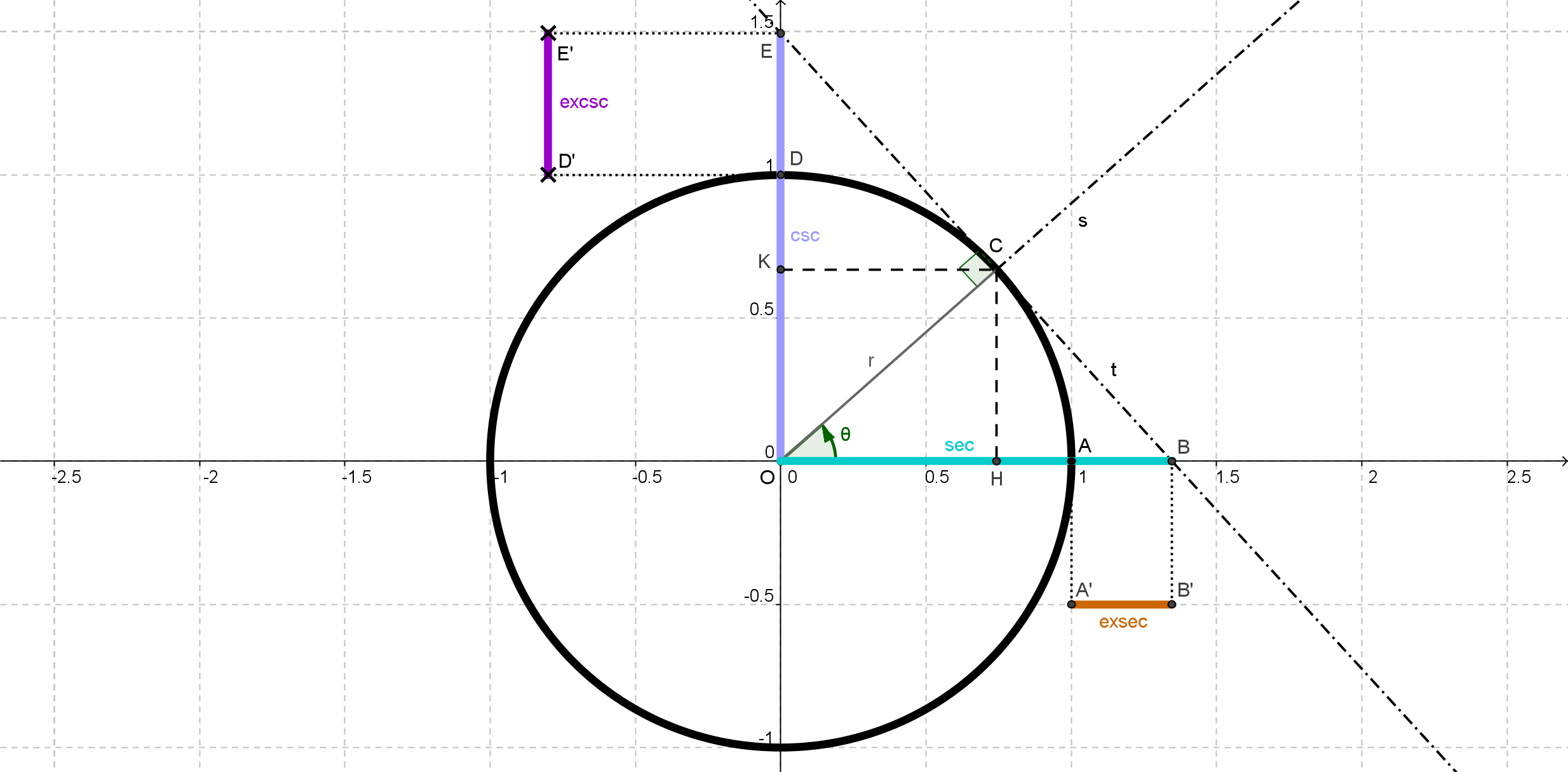
In un triangolo rettangolo, la cosecante di un angolo acuto corrisponde al rapporto fra l'ipotenusa e il cateto a esso opposto

In trigonometria la cosecante è una funzione definita come il reciproco del seno e indicata solitamente con la notazione csc:
{\displaystyle \csc x={\frac {1}{\sin x}}}
Poiché il seno di un angolo è nullo quando l'angolo è pari a {\displaystyle k\pi } ({\displaystyle k} intero), la cosecante è definita sul dominio dei reali privati dei multipli interi di {\displaystyle \pi }. In conseguenza di ciò, il grafico della funzione cosecante ha asintoti verticali per {\displaystyle x=k\pi }. 
In un triangolo rettangolo, la cosecante di un angolo acuto corrisponde al rapporto fra l'ipotenusa e il cateto a esso opposto: se tale cateto è unitario, la cosecante dell'angolo corrisponde all'ipotenusa del triangolo.

## Caratteristiche

### Periodo
La cosecante è una funzione periodica con periodo {\displaystyle 2\pi }, formalmente:
{\displaystyle \csc x=\csc(x+2k\pi ),k\in \mathbb {Z} }.

### Valori notevoli
Una tabella di alcuni valori notevoli può essere ottenuta facilmente ricordando che {\displaystyle \csc x={1 \over \operatorname {sen} x}}:
| {\displaystyle x} in radianti | 0                         | {\displaystyle {\frac {\pi }{12}}}      | {\displaystyle {\frac {\pi }{6}}} | {\displaystyle {\frac {\pi }{4}}} | {\displaystyle {\frac {\pi }{3}}}         | {\displaystyle {\frac {5}{12}}\pi }     | {\displaystyle {\frac {\pi }{2}}} | {\displaystyle \pi }      | {\displaystyle {\frac {3\pi }{2}}} | {\displaystyle 2\pi }     |
| {\displaystyle x} in gradi    | 0°                        | 15°                                     | 30°                               | 45°                               | 60°                                       | 75°                                     | 90°                               | 180°                      | 270°                               | 360°                      |
| {\displaystyle \csc(x)}       | {\displaystyle \nexists } | {\displaystyle {\sqrt {6}}+{\sqrt {2}}} | {\displaystyle 2}                 | {\displaystyle {\sqrt {2}}}       | {\displaystyle {\frac {2{\sqrt {3}}}{3}}} | {\displaystyle {\sqrt {6}}-{\sqrt {2}}} | {\displaystyle 1}                 | {\displaystyle \nexists } | {\displaystyle -1}                 | {\displaystyle \nexists } |

### Derivata
La derivata prima della cosecante si ottiene ricordando la sua definizione ed applicando la regola di derivazione di una quoziente:
{\displaystyle {\frac {d}{dx}}\csc x={\frac {d}{dx}}{\frac {1}{\sin x}}=-{\frac {\cos x}{\sin ^{2}x}}=-\csc x\cdot \cot x}